# Johann Otto von Gaertner
Johann Otto von Gaertner (* 20. Dezember 1829 in Ahrweiler; † 7. Februar 1894 in Wiesbaden) war ein preußischer Generalleutnant und Inspekteur der 2. Pionier-Inspektion.

## Herkunft
Seine Eltern waren Carl von Gaertner (1794–1840) und dessen Ehefrau Luise, geborene Winz (1796–1848). Sein Vater war Landrat des Kreises Ahrweiler sowie Hauptmann der Landwehr. Sein Bruder Hermann wurde Generalmajor, sein Bruder Franz (1817–1872) ebenfalls Landrat.

## Leben
Er erhielt seine schulische Bildung auf den Stadtschulen in Ahrweiler und Neuwied sowie dem Gymnasium in Koblenz. Nach seinem Abschluss ging er am 17. Oktober 1848 als Einjährig-Freiwilliger in die 8. Pionierabteilung. Er nahm 1849 an der Bekämpfung an der Badischen Revolution teil, wo er in den Gefechten bei Philippsburg, Waghäusel, Durlach und Kuppenheim teil. Anschließend wurde er am 30. September 1849 in die Vereinigte Artillerie- und Ingenieurschule abkommandiert. Am 28. Dezember 1849 wurde er zum Portepeefähnrich ernannt, am 1. August 1850 in die 7. Pionierabteilung und am 17. November 1850 in die 1. Reserve-Pionierkompanie versetzt. Am 31. Dezember 1850 wurde er als außeretatmäßiger Seconde-Lieutenant in die 3. Ingenieurinspektion mit Patent zum 7. September 1850 versetzt. Am 15. Februar 1851 wurde er nochmal in die Schule und am 10. Juli 1852 in die 4. Pionierabteilung kommandiert. Endlich Am 31. Mai 1853 wurde er zum Ingenieuroffizier ernannt und am 1. Juni 1853 in die 8. Pionierabteilung versetzt.

Er kam am 8. Mai 1855 dann zu Fortifikationsdiensten in die Festung Koblenz, dort wurde er am 5. Oktober 1858 Premier-Lieutenant. Am 23. September 1859 kehrte er in die 8. Pionierabteilung zurück und stieg dort am 2. Juni 1863 zum Hauptmann auf. Vom 18. November 1863 bis zum 6. Mai 1864 war er zu Fortifikationsdiensten nach Wilhelmshaven an die Jade abkommandiert. Nach seiner Rückkehr wurde er am 12. September 1865 Kommandeur der 1. Reserve-Pionieurkompanie und am 30. Oktober 1866 Kommandeur der 4. Kompanie des Pionierbataillons Nr. 11.
Während der Mobilmachung zum Deutsch-Französischen Krieg kam er am 16. Juli 1870 als 2. Ingenieuroffizier zum Generalkommando des XI. Armeekorps. Während des Feldzuges kämpfte er bei
Weißenburg und Sedan. Ferner erwarb sich bei Wörth das Eiserne Kreuz 2. Klasse. Er befand sich bei den Belagerungen von Pfalzburg und Paris sowie den Gefechten bei St.Cloud und Montretout, wo er auch das Eiserne Kreuz 1. Klasse erwarb.
Am 24. Juni 1871 kam er zu Fortifikationsdiensten nach Köln. Am 21. September 1871 erfolgte seine Beförderung zum Major und seine Ernennung zum Kommandeur des Pionier-Bataillons Nr. 7. Mit der Reichsgründung kamen württembergische Soldaten zur preußischen Armee und am 11. April 1874 wurde Gaertner als Kommandeur des Pionier-Bataillons Nr. 13 nach Württemberg abkommandiert. Aber bereits am 4. März 1875 kam er als Kommandeur in das Pionier-Bataillon Nr. 7. Er wurde am 22. März 1877 zum Oberstleutnant befördert und am 15. Mai 1877 als Ingenieur-Offizier vom Platz n die Festung Koblenz und Ehrenbreitstein versetzt. Von dort wurde er am 12. Juli 1879 zur Wahrnehmung der Oberaufsicht über die Festungsausbauten nach Straßburg abkommandiert, dazu erhielt er den Rang eines Festungsinspekteurs. Am 16. September 1881 wurde er Oberst und am 14. Januar 1882 Inspekteur der 5. Festungsinspektion. Dort wurde er am 20. September 1885 mit der Wahrnehmung der Geschäfte als Inspekteur der 4. Ingenieurinspektion beauftragt und am 15. April 1886 als Inspekteur bestätigt. Am 12. Juni 1886 wurde er Inspekteur der 2. Pionierinspektion und dazu à la suite des Pionier-Bataillons Nr. 7 gestellt. Außerdem erhielt er am 18. September 1886 den Kronen-Orden 2. Klasse. Am 8. März 1887 erfolgte seine Ernennung zum Generalmajor, am 18. Januar 1889 erhielt er auch noch den Roten Adlerorden 2. Klasse mit Eichenlaub. Am 16. April 1889 erhielt er den Charakter als Generalleutnant und wurde mit Pension zur Disposition gestellt. Er starb am 7. Februar 1894 in Wiesbaden.

## Familie
Gaertner heiratete am 1. Oktober 1902 in Koblenz Karoline Pagenstecher (1848–1902). Das Paar hatte mehrere Kinder, darunter:
- Lina (1868–1914) ⚭ Karl Graf von Pourtalès (1868–1914), preußischer Major, gefallen bei Dixmuiden
- Hans (1869–1918), preußischer Hauptmann, gefallen bei Renoraignes an der Somme ⚭ 1894 Hertha von Wentsky und Petersheyde (* 1870)
- Rudolf (1875–1914), preußischer Hauptmann, gefallen bei Arras ⚭ 1905 Franziska von Zawadzky (1883–1967), Eltern von Hans-Rudolf von Gaertner
- Marie-Luise (* 1877), Studiendirektorin, Schuldirektorin in Lichterfelde